# Gangs of New York
(sottotitolo del film)
Gangs of New York è un film del 2002 diretto da Martin Scorsese.
Ispirato a The Gangs of New York: An Informal History of the Underworld, di  Herbert Asbury, un trattato del 1928 sulle varie gang armate che popolavano il quartiere newyorkese dei Five Points nel XIX secolo, il film è scritto da Jay Cocks, Kenneth Lonergan e Steven Zaillian. Nel film, ambientato durante lo svolgimento della guerra civile americana, il giovane irlandese Amsterdam Vallon (Leonardo DiCaprio) cerca vendetta contro il gangster William Cutting, detto "il Macellaio" (Daniel Day-Lewis), assassino di suo padre. Nel cast anche Cameron Diaz, Jim Broadbent, John C. Reilly, Henry Thomas, Liam Neeson e Brendan Gleeson.
Frutto di un'idea di Scorsese e Cocks dei primi anni settanta, il progetto è rimasto in development hell per decenni, concretizzandosi solo nel 1999, grazie all'incontro con il produttore Harvey Weinstein. Girato interamente negli studi di Cinecittà, a Roma, dove è stato allestito un gigantesco set che ricostruiva la New York dell'epoca, il film ha avuto una produzione travagliata per via della sua mole e delle divergenze creative tra Scorsese e Weinstein. Ciò ha allungato di anni la realizzazione del progetto e fatto sforare il budget prestabilito, portandolo ad oltre 100 milioni, allora il più alto di sempre per un film di Scorsese. Il progetto ha subito un'altra battuta di arresto durante la post-produzione, prima per via degli attentati dell'11 settembre 2001 e poi in fase di montaggio, venendo infine distribuito il 20 dicembre 2002, dopo tre anni di lavoro.
Gangs of New York ha ricevuto critiche generalmente positive e ne sono stati lodati principalmente la ricostruzione storica e la performance di Daniel Day-Lewis, mentre è stata oggetto di alcune critiche la sceneggiatura. È stato anche un discreto successo di pubblico, incassando oltre 190 milioni di dollari in tutto il mondo. Tra i vari premi a cui è stato candidato figurano 10 candidature agli Oscar (tra cui miglior film, miglior regia e miglior attore a Day-Lewis), senza tuttavia nessuna vittoria.

## Trama
Nel 1846, il degradato quartiere dei Five Points a New York è teatro di violente lotte tra bande criminali che intendono assicurarsi il dominio del territorio: l'ultima di queste vede i discriminati Conigli Morti, irlandesi e cattolici, guidati da "Prete" Vallon, opporsi ai Nativi, anglosassoni, protestanti e nazionalisti, capeggiati dal temibile William Cutting, detto "Bill il Macellaio" per via della sua professione. Le due bande decidono di affrontarsi a Paradise Square per stabilire una volta per tutte a chi toccherà l'egemonia nel quartiere: al culmine della sanguinosa battaglia, Bill riesce a sconfiggere ed uccidere il rivale, ponendo fine alla guerra e sancendo la definitiva supremazia dei Nativi, mentre i Conigli Morti vengono banditi e condannati all'oblìo. In segno di rispetto verso l'odiato ma stimato avversario, Bill decide di risparmiare il figlio di Vallon, ancora bambino, e lo fa mandare in riformatorio.
Nel 1862, raggiunta la maggiore età, il giovane Vallon viene rilasciato e fa ritorno ai Five Points, facendosi chiamare con lo pseudonimo di "Amsterdam", con l'intenzione di vendicarsi di Bill, diventato capo indiscusso della malavita del quartiere. Qui incontra il suo amico di infanzia Johnny ed altri ex membri dei Conigli Morti, ora impegnati nelle attività più disparate (alcuni continuano a vivere di criminalità spicciola, altri hanno cambiato casacca schierandosi coi Nativi, altri ancora sono entrati in polizia), e successivamente viene introdotto da Johnny nella piccola banda di cui egli fa parte insieme, tra gli altri, a Shang e Jimmy Spoils. Non passa troppo tempo che, sempre tramite Johnny, Amsterdam rincontra Bill il Macellaio: i propositi vendicativi del giovane irlandese vengono però di fatto soffocati dall'ammirazione e dal rispetto che, nonostante tutto, la figura del Macellaio riesce a suscitare in lui, mentre dal canto proprio lo stesso Bill, ignorando la vera identità del ragazzo, finisce per prenderlo sotto la sua protezione ergendolo a proprio braccio destro, e poco alla volta sviluppa nei suoi confronti una sorta di affetto paterno. Nel frattempo, Amsterdam intraprende anche una difficile storia d'amore con la giovane borseggiatrice Jenny, una favorita di Bill, da tempo vanamente corteggiata anche dall'amico Johnny.
Un giorno, Bill e Amsterdam si recano presso il teatro dei Five Points, per assistere alla messa in scena de La capanna dello zio Tom. Durante lo spettacolo scoppiano disordini che sfociano ben presto in una vera e propria rissa, e nella confusione un sicario si avvicina a Bill, sparandogli. Solo l'intervento di Amsterdam, che si oppone al sicario e lo ferisce a morte nel corso della conseguente colluttazione, permette a Bill di non venire ucciso e di cavarsela con una ferita non grave alla spalla. A seguito dell'episodio, che gli fa guadagnare ulteriore riconoscenza da parte del Macellaio, Amsterdam viene raggiunto dietro le quinte del palcoscenico dal rude Walter "Monk" McGinn, ex malvivente irlandese che, pur non avendo mai fatto parte dei Conigli Morti, si era battuto al loro fianco 16 anni addietro: McGinn, a muso duro, invita Amsterdam a riflettere su ciò che ha appena fatto e su ciò che farà in futuro, ricordandogli come suo padre amasse il proprio popolo.
Le parole di Monk inducono Amsterdam a riflettere e lo convincono a pianificare l'uccisione di Bill in occasione dell'imminente celebrazione della vittoria dei Nativi sui Conigli Morti, in programma presso la pagoda cinese di Sparrow. Poco prima della cerimonia Johnny, geloso della relazione tra Amsterdam e Jenny, svela per ripicca a Bill la vera identità del suo pupillo: il Macellaio dapprima provoca pesantemente Amsterdam, ferendo intenzionalmente di striscio Jenny durante un'esibizione di lancio del coltello, dopodiché, al culmine della celebrazione, riesce a respingere un attacco a sorpresa del ragazzo, ferendolo a propria volta e facendolo sistemare dai suoi scagnozzi su un tavolo, dove lo massacra di botte davanti a tutti i presenti. Incitato dalla folla a uccidere il suo ormai ex pupillo, Bill decide invece di risparmiare nuovamente Amsterdam, marchiandolo crudelmente in volto per rendere noto a tutti il suo tradimento, affinché egli viva nella vergogna agli occhi dell'intera comunità dei Five Points.
Convalescente, Amsterdam sembra ormai rassegnato a vivere isolato assieme a Jenny, ma il rasoio appartenuto al padre, restituitogli da McGinn, risveglia definitivamente in lui l'orgoglio sopito. Dopo essersi completamente ristabilito, il ragazzo rifonda insieme a Johnny, Shang e Jimmy Spoils la banda del padre, a cui si uniscono altri immigrati irlandesi, e stringe un'alleanza con l'importante uomo politico William Tweed, numero uno dell'associazione democratica Tammany Hall, anch'egli desideroso di arginare lo strapotere del Macellaio. Quest'ultimo, intuendo la minaccia della rinascita dei Conigli Morti, incarica il poliziotto corrotto "Happy Jack" Mulraney, ex uomo di fiducia di Prete Vallon, di uccidere Amsterdam: Mulraney tenta di prendere di sorpresa il giovane Vallon, ma questi, dopo essersi nascosto in chiesa, riesce a sua volta a prenderlo alla sprovvista e ad avere la meglio, uccidendolo e facendone ritrovare il cadavere appeso ad un lampione nel quartiere. Fallito tale tentativo, il Macellaio decide di inviare comunque un avvertimento ad Amsterdam facendo pestare e ferire orribilmente Johnny (benché nel frattempo uscito dalla banda dopo aver confessato ad Amsterdam il proprio tradimento), che viene poi lasciato agonizzante al centro di Paradise Square. Qui Amsterdam lo raggiunge e decide di ucciderlo per porre fine alle sue sofferenze. Convinto a non ricorrere a mezzi violenti per rivalersi, Amsterdam ottiene da Tweed di far candidare Monk come sceriffo cittadino tra le file dei democratici, fatto che porrebbe fine ai soprusi nei confronti degli immigrati irlandesi: nonostante episodi di cooping e scorrettezze da ambo le parti, McGinn batte il candidato sostenuto dai Nativi. Furioso, Bill raggiunge Monk per sfidarlo e, nonostante questi non risponda alle sue provocazioni, lo uccide pubblicamente.
Amsterdam sfida i Nativi a una nuova battaglia ma, appena prima che lo scontro abbia luogo, scoppiano in città violenti disordini popolari, causati dall'imposizione della leva obbligatoria e dalla possibilità di esenzione in cambio del versamento di 300 dollari (o di una somma per essere sostituiti da qualcun altro) per sostenere l'esercito nella guerra di Secessione, durante i quali la folla inferocita lincia senza pietà varie persone di colore e cittadini di ceto elevato. Essendo la polizia incapace di fronteggiare da sola la situazione, le cannoniere della Marina vengono incaricate di bombardare le zone più calde della città, inclusi i Five Points: a causa di una di queste esplosioni, Bill rimane gravemente ferito da una scheggia di metallo, ma ottiene di morire per mano di Amsterdam, con cui in qualche modo si riconcilia. A seguito dei bombardamenti, la città viene messa a ferro e fuoco dall'esercito che, per domare la sommossa, non esita a sparare indiscriminatamente sulla folla di rivoltosi. Al termine dei disordini, definitivamente sedati solo dopo quattro giorni e quattro notti di lotta, rimangono sul terreno anche numerosi esponenti delle due bande.
Amsterdam decide di seguire Jenny, che medita da tempo di emigrare nel West, non prima di aver sepolto le spoglie di Bill accanto a quelle di suo padre, su una collina che dà sulle sponde dell'East River. Con il passare dei decenni, le due tombe vengono via via dimenticate e celate dalla vegetazione, mentre l'aspetto della città muta nel tempo, dalla creazione del Ponte di Brooklyn fino alla Manhattan moderna, con l'Empire State Building e le Torri Gemelle del World Trade Center, ancora svettanti.

## Produzione

### Sviluppo
Martin Scorsese, crescendo nel quartiere di Little Italy a Manhattan negli anni cinquanta, iniziò a notare che alcune parti del quartiere erano notevolmente più antiche di altre, ad esempio alcune lapidi del 1810 nella St. Patrick's Old Cathedral, acciottolati e fondamenta antiche su cui sorgevano palazzi moderni. "Gradualmente realizzai che gli italoamericani non erano state le prime persone ad abitare lì, che altra gente aveva vissuto lì molto, molto tempo prima di noi. Più sapevo, più ne ero affascinato. Iniziai ad immaginare: com'era New York allora? E le persone che l'abitavano? Come camminavano, mangiavano, lavoravano o si vestivano?".
Nel 1970, Scorsese lesse il saggio di Herbert Asbury The Gangs of New York: An Informal History of the Underworld (1928), che parlava delle oscure attività criminali cittadine durante il XIX secolo. Per il regista fu una rivelazione: nella ricostruzione delle gang criminali, Scorsese vide il potenziale per un film epico sulla battaglia per la moderna democrazia americana. Ai tempi, Scorsese era un giovane regista senza né i fondi né l'influenza necessaria per realizzare un simile progetto, ma già alla fine di quel decennio si era fatto un nome grazie ai successi di Mean Streets - Domenica in chiesa, lunedì all'inferno e Taxi Driver. Nel 1979, acquisì i diritti cinematografici del libro di Asbury, ma il progetto finì presto in development hell poiché riprodurre con quel dettaglio la New York di quegli anni era pressoché impossibile; quasi nulla nella New York odierna assomigliava a quella ottocentesca, e girare all'estero non era un'opzione. Tra i vari tentativi fatti in quegli anni, ve ne fu uno in cui vennero coinvolti i Clash per realizzare la colonna sonora; il loro frontman Joe Strummer avrebbe inoltre avuto una piccola parte come attore. Il film non fu realizzato, ma Scorsese e i Clash lavorarono insieme nel 1983 in Re per una notte (il gruppo rock inglese compare brevemente nella parte di una gang di strada). Infine, nel 1999, Scorsese strinse un accordo col produttore Harvey Weinstein, co-presidente del consiglio d'amministrazione della Miramax Films.

### Pre-produzione
Per creare la New York che Scorsese voleva, il film fu girato interamente negli studi di Cinecittà, a Roma, dove lo scenografo Dante Ferretti ricostruì oltre un miglio di Manhattan ottocentesca, tra cui le zone di Lower Manhattan e i Five Points, una sezione del lungofiume dell'East River (inclusi un molo e due navi da trasporto a grandezza naturale lì ormeggiate), una via di trenta abitazioni della Broadway bassa, la villa di una famiglia benestante, una replica di Tammany Hall, una chiesa, un saloon, un teatro ed un casinò. Per ricreare fedelmente i Five Points, Ferretti si ispirò ai dipinti che George Catlin aveva realizzato dell'area.
Come ulteriore ricostruzione storica, Scorsese ed il voice coach Tim Monich lavorarono a lungo per ricostruire gli accenti e gli idiomi popolari dell'epoca. Per Amsterdam Vallon, irlandese cresciuto negli Stati Uniti, fu utilizzato un mix degli accenti dei migranti residenti in America, mentre, per ricostruire l'accento perduto dei "Nativi", Monich studiò antichi poemi, ballate, articoli di giornale che imitavano la parlata popolare dell'epoca come forma di humor ed il Rogue's Lexicon, una raccolta degli idiomi cittadini redatta da un commissario di polizia newyorkese affinché i suoi uomini riuscissero a comprendere i criminali arrestati, molto spesso uomini rozzi che parlavano solo il loro dialetto. Fu molto importante per la ricostruzione una registrazione del 1892 incisa su un cilindro fonografico da Walt Whitman.

### Riprese

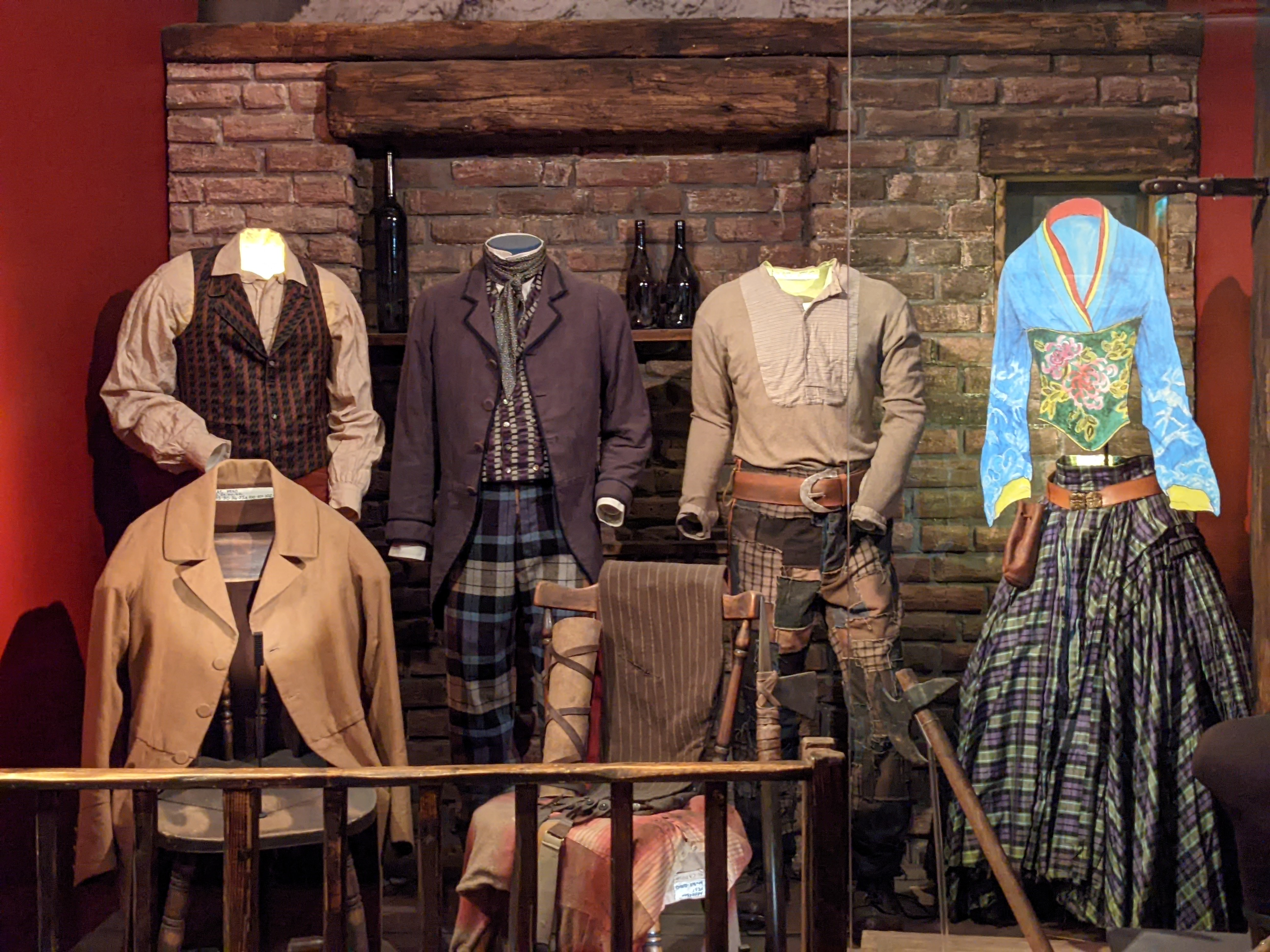
Costumi di scena disegnati da Sandy Powell e oggetti del set, esposti al Museo del Cinema di Torino. Da sinistra a destra costumi di: Henry Thomas nel ruolo di Johnny Sirocco, Gary Lewis nel ruolo di McGloin (gang dei "Nativi" e "gang dei "Conigli Morti"), Cameron Diaz nel ruolo di Jenny Everdeane con sacchetta portamonete in cuoio, Leonardo DiCaprio nel ruolo di Amsterdam Vallon con ascia di battaglia con punta retrattile e parastinchi.

Il budget iniziale del film fu di circa 97 milioni di dollari. Durante le riprese, nacquero dei conflitti tra Scorsese ed Harvey Weinstein: secondo quest'ultimo, Gangs of New York doveva essere una sorta di Via col vento, con la guerra tra bande rivali per il controllo della città a fare da sfondo alla storia d'amore tra Amsterdam e Jenny, aspetto narrativo che perciò doveva essere sviluppato maggiormente, mentre Scorsese non era d'accordo e così anche i tempi di produzione si dilatarono a dismisura. I costi dovuti ai cambiamenti in corso d'opera portarono ad uno sforamento del budget, mentre attori come Robert De Niro e Willem Dafoe abbandonarono il progetto per via dei ritardi. L'innalzamento del costo di produzione fece sì che il successo del film divenisse vitale per la sopravvivenza della Miramax.
Daniel Day-Lewis, in preparazione al ruolo, imparò il mestiere del macellaio ed a lanciare coltelli. Durante le riprese, l'attore non uscì mai dal personaggio, tanto da rifiutare inizialmente i trattamenti medici proposti quando gli venne diagnosticata una polmonite, in quanto non in linea con il periodo storico in cui il film era ambientato.
Durante una delle scene di combattimento, Leonardo DiCaprio ruppe il naso a Daniel Day-Lewis, che continuò comunque a recitare.
Il regista appare in un cameo vestito da ricco signore. Nel cast del film sono presenti, seppur in ruoli marginali, numerosi attori e attrici italiani, tra cui Nazzareno Natale, Giovanni Lombardo Radice, Vincenzo Tanassi, Ilaria D'Elia e molti altri.
Le riprese si svolsero dal 18 dicembre 2000 al 30 marzo 2001.

### Post-produzione
Nonostante la post-produzione fosse stata già completata nel 2001, il film rimase in stasi un ulteriore anno. Il motivo ufficiale fu che, in seguito agli attentati dell'11 settembre 2001, alcuni elementi del film (come l'inquadratura finale dello skyline di New York, compreso delle Torri Gemelle ancora integre) avrebbero potuto mettere a disagio gli spettatori. Tuttavia, a detta di Scorsese, il ritardo fu semplicemente uno dei tanti dovuti allo svolgimento di alcune riprese aggiuntive, che si erano protratte fino ad ottobre del 2002.
Weinstein e Scorsese si scontrarono anche in fase di montaggio del film, con il primo deciso ad accorciare le oltre tre ore di durata. Infine, di comune accordo, venne mantenuta una versione di 2 ore e 40 minuti, che Scorsese considera comunque la sua versione del regista, nonostante preferisca l'originale. "Marty non crede nella director's cut" ha dichiarato la montatrice del film Thelma Schoonmaker "ritiene di dover mostrare solo ciò che approda nelle sale."
(Roger Ebert, in seguito ad un'intervista a Martin Scorsese, sulla questione dei tagli e della director's cut.)

## Colonna sonora
La colonna sonora è stata composta da Howard Shore.
1. Brooklyn Heights 1 – 2:16 (Howard Shore)
2. Afro Celt Sound System – Dark Moon, High Tide – 4:06 (Simon Emmerson, Davy Spillane, Martin Russell)
3. Gospel Train – 2:30 (Silver Leaf Quartet)
4. U2, Sharon Corr e Andrea Corr – The Hands That Built America – 4:35 (Bono, David Evans, Adam Clayton e Larry Mullen Jr.)
5. Othar Turner e The Rising Star Fife and Drum Band – Shimmy She Wobble – 3:37 (Othar Turner)
6. Sidney Stripling – Breakaway – 3:32
7. Signal to Noise – 7:32 (Peter Gabriel)
8. Finbar Furey, Vincenzo Appolloni, Piermario De Dominicis, Massimo Greco e Stefano Petra – New York Girls – 4:03
9. Jimpson and Group – The Murderer's Home – 0:47
10. Dionysus – 4:52 (Jocelyn Pook)
11. Brooklyn Heights 2 – 2:00 (Howard Shore)
12. Mariano De Simone – Morrison's Jig/Liberty – 1:46
13. Shu-De – Durgen Chugaa – 0:53
14. Vittorio Schiboni, Massimo Giuntini, Rodrigo D'Erasmo e Mariano De Simone – Unconstant Lover – 2:34
15. Vittorio Schiboni, Massimo Giuntini, Rodrigo D'Erasmo e Mariano De Simone – Devil's Tapdance – 1:47
16. Anxi Jiang – Beijing Opera Suite – 3:27 (Da-Can Chen)
17. Linda Thompson – Paddy's Lamentation – 2:53
18. Brooklyn Heights 3 – 3:15 (Howard Shore)

### Tracce aggiuntive
- Davy Spillane - Lament for the Dead of the North
- Badara N'Diaye - Koukou Frappe
- The Dhol Foundation - Drummer's Reel
- Beatrice Pradella, Marco Libanori e Angelo Giuliani- Lilly Bell Quickstep
- Jimmie Strothers - Poontang Little, Poontang Small
- Alabama Sacred Harp Convention - Hallelujah/Amazing Grace
- Nathan Frazier e Frank Patterson - Dan Tucker
- The Last Rose of Summer
- Sonny Terry - New Careless Love
- Afro Celt Sound System - Saor-Free
- Eileen Ivers - Lament for Staker Wallace
- Paul Hewson - Báidín Fheidhlimí
- Dan Costescu - Pigeon on the Gate
- Franco D'Aniello, Marco Libanori ed Angelo Giuliani - The White Cockade
- Piergiorgio Ambrosi - A Mighty Fortress Is Our God (Martin Luther)
- Jeff Atmajian - Cantata
- David Fanshawe - Pakwach Acholi Bwala Dance
- Franco D'Aniello, Marco Libanori e Angelo Giuliani - Belle of the Mohawk Vale
- Francesco Moneti - Uncle Tom's Religion
- Mariano De Simone, Beatrice Pradella, Alessandro Bruccoleri e Lauren Weiss - Massa Juba
- Ke-Wei Zhang - Leaving Home
- Hukwe Zawose - Chilumi
- Anna De Luca, Alessandro Bruccoleri e Giuseppe Salvagni - Garry Owens Jig
- The Rising Star Fife and Drum Band - Late at Midnight, Just a Little 'Fore Day
- Ike Caudill e Congregation of the Mt. Olivet Old Regular Baptist Church - Guide Me O Thou Great Jehovah
- Jeff Johnson, Brian Dunning, John Fitzpatrick, Gregg Williams e Tim Ellis - Vows
- The Chieftains - Kerry Slides

## Distribuzione
Inizialmente, il film sarebbe dovuto uscire il 21 dicembre 2001, appena in tempo per partecipare agli Oscar di quell'anno, ma le riprese si protrassero fino a far saltare la data. Una clip di venti minuti, definita dal regista "un'anteprima estesa", venne mostrata durante il Festival di Cannes 2002 al Palais des Festivals et des Congrès, in un evento con presenti molte star, tra cui Scorsese, DiCaprio, Diaz e Harvey Weinstein. Weinstein ripiegò allora su una nuova data di uscita, il 25 dicembre 2002: tuttavia, questa data lo rendeva concorrente di un altro film con protagonista DiCaprio distribuito nel periodo natalizio, Prova a prendermi, prodotto dalla DreamWorks. Dopo diversi incontri tra le parti, tra cui DiCaprio, Weinstein e Jeffrey Katzenberg della Dreamworks, si giunse ad un accordo: siccome DiCaprio non aveva intenzione di promuovere due film in conflitto tra loro, Katzenberg riuscì a convincere Weinstein che la violenza e i temi adulti di Gangs of New York non avrebbero attratto molti spettatori il giorno di Natale.
Il film fu infine distribuito sul suolo statunitense da Miramax Films il 20 dicembre 2002 (preceduto da un'anteprima newyorkese il 9 dicembre), dopo quasi tre anni di produzione.
Uscì nei cinema italiani il 24 gennaio 2003, preceduto da un'anteprima all'Auditorium di Roma l'11 gennaio, con presenti Scorsese, DiCaprio e Day-Lewis.

### Adattamento italiano

#### Doppiaggio
L'edizione italiana del film è stata curata da Elettra Caporello con la direzione di Manlio De Angelis. Il doppiaggio italiano, invece, fu eseguito presso la International Recording con la partecipazione della SEFIT-CDC.

## Accoglienza

### Incassi
Gangs of New York ha incassato 77 812 000 $ in Canada e negli Stati Uniti. Oltreoceano, gli incassi maggiori sono stati in Giappone (23 763 699 $) e nel Regno Unito (16 358 580 $). A livello mondiale, il film ha incassato 193 772 504 $.

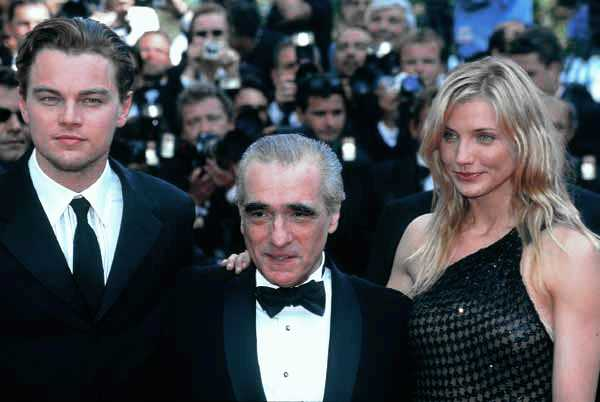
Il regista Martin Scorsese con gli interpreti Leonardo DiCaprio e Cameron Diaz

### Critica
Le recensioni successive alla sua uscita nel 2002 furono generalmente positive. Sull'aggregatore di recensioni online Rotten Tomatoes, il film detiene una percentuale del 75% di giudizi positivi, basata su 202 recensioni. Su Metacritic, detiene un punteggio di 72 su 100, indicando pareri generalmente favorevoli.
Il critico cinematografico Roger Ebert recensì positivamente il film e Richard Roeper lo definì un "capolavoro", definendolo un valido concorrente per Oscar al miglior film. Todd McCarthy di Variety, scrive che il film "non riesce a raggiungere lo status di capolavoro", ma ne loda la ricostruzione storica e l'aspetto visivo.
Le principali critiche mosse alla pellicola furono che, rispetto alle aspettative maturate durante la lunga produzione, deludesse su più fronti, affrontando numerosi temi senza dire nulla di nuovo su di essi e che la sceneggiatura ed i personaggi fossero mal scritti.

## Riconoscimenti
Il film ottenne, nel 2003, dieci candidature agli Oscar, non vincendone nessuno. Con dieci candidature a vuoto, Gangs of New York si piazza al secondo posto dei record negativi (a pari merito con Il Grinta, The Irishman, American Hustle - L'apparenza inganna e  Killers of the Flower Moon), dopo Due vite, una svoltae Il colore viola che ottennero undici candidature ma nessun Oscar, rispettivamente nel 1978 e nel 1986.
- 2003 - Premio Oscar
  - Candidatura per il miglior film a Alberto Grimaldi e Harvey Weinstein
  - Candidatura per la miglior regia a Martin Scorsese
  - Candidatura per il miglior attore protagonista a Daniel Day-Lewis
  - Candidatura per la migliore sceneggiatura originale a Jay Cocks, Steven Zaillian e Kenneth Lonergan
  - Candidatura per la migliore fotografia a Michael Ballhaus
  - Candidatura per la migliore scenografia a Dante Ferretti e Francesca Lo Schiavo
  - Candidatura per i migliori costumi a Sandy Powell
  - Candidatura per il miglior montaggio a Thelma Schoonmaker
  - Candidatura per il miglior sonoro a Tom Fleischman, Eugene Gearty e Ivan Sharrock
  - Candidatura per la miglior canzone (The Hands That Built America) a Bono, The Edge, Adam Clayton e Larry Mullen Jr.
- 2003 - Golden Globe
  - Miglior regia a Martin Scorsese
  - Miglior canzone (The Hands That Built America) a Bono, The Edge, Adam Clayton e Larry Mullen Jr.
  - Candidatura per il miglior film drammatico
  - Candidatura per il miglior attore in un film drammatico a Daniel Day-Lewis
  - Candidatura per la miglior attrice non protagonista a Cameron Diaz
- 2003 - Premio BAFTA
  - Miglior attore protagonista a Daniel Day-Lewis
  - Candidatura per il miglior film a Alberto Grimaldi e Harvey Weinstein
  - Candidatura per la miglior regia a Martin Scorsese
  - Candidatura per la miglior sceneggiatura originale a Jay Cocks, Steven Zaillian e Kenneth Lonergan
  - Candidatura per la miglior fotografia a Michael Ballhaus
  - Candidatura per la miglior scenografia a Dante Ferretti e Francesca Lo Schiavo
  - Candidatura per i migliori costumi a Sandy Powell
  - Candidatura per il miglior montaggio a Thelma Schoonmaker
  - Candidatura per il miglior sonoro a Tom Fleischman, Eugene Gearty e Ivan Sharrock
  - Candidatura per il miglior trucco a Manlio Rocchetti e Aldo Signoretti
  - Candidatura per i migliori effetti speciali a R. Bruce Steinheimer, Michael Owens, Edward Hirsh e Jon Alexander
- 2003 - Broadcast Film Critics Association Award
  - Miglior attore protagonista a Daniel Day-Lewis
  - Candidatura per il miglior film
  - Candidatura per la miglior regia a Martin Scorsese
- 2003 - Chicago Film Critics Association Award
  - Miglior attore protagonista a Daniel Day-Lewis
  - Candidatura per la migliore regia a Martin Scorsese
  - Candidatura per la miglior fotografia a Michael Ballhaus
- 2004 - Premio César
  - Candidatura per il miglior film straniero
- 2002 - Los Angeles Film Critics Association Award
  - Miglior attore protagonista a Daniel Day-Lewis
  - Miglior scenografia a Dante Ferretti
- 2003 - MTV Movie Award
  - Candidatura per il miglior bacio a Cameron Diaz e Leonardo DiCaprio
  - Candidatura per il miglior cattivo a Daniel Day-Lewis
- 2002 - New York Film Critics Circle Award
  - Miglior attore protagonista a Daniel Day-Lewis
- 2002 - Screen Actors Guild Award
  - Miglior attore cinematografico a Daniel Day Lewis
- 2002 - Satellite Award
  - Miglior attore in un film drammatico a Daniel Day Lewis
  - Miglior montaggio a Thelma Schoonmaker
  - Miglior scenografia a Dante Ferretti
  - Candidatura per la miglior fotografia a Michael Ballhaus
  - Candidatura per i migliori costumi a Sandy Powell
  - Candidatura per il miglior suono a Philip Stockton
  - Candidatura per i migliori effetti visivi a R. Bruce Steinheimer, Michael Owens, Edward Hirsh e Jon Alexander
- 2003 - Kansas City Film Critics Circle Award
  - Miglior attore protagonista a Daniel Day Lewis
- 2002 - Central Ohio Film Critics Association Award
  - Miglior attore protagonista a Daniel Day Lewis
- 2003 - Nastro d'argento
  - Migliore scenografia a Dante Ferretti
  - Candidatura per il regista del miglior film straniero a Martin Scorsese

## Accuratezza storica
Gli ambienti, i costumi e la rappresentazione generale della vita nella New York della metà Ottocento sono estremamente fedeli alla realtà, e sono stati elogiati dai critici. In un'intervista della PBS per History News Network, il professore universitario Tyler Anbinder ha lodato la ricostruzione dei Five Points, dichiarando che "non si sarebbe potuto fare di meglio". Proseguendo con l'analisi, Anbinder ha apprezzato la rappresentazione del razzismo verso gli immigrati dell'epoca, particolarmente verso gli Irlandesi che, essendo al tempo del film un quarto della popolazione newyorkese (ben 200.000 su 800.000 abitanti totali), erano visti di cattivo occhio dai "Nativi".
Il personaggio di Bill Cutting, interpretato da Daniel Day Lewis, è ispirato alla figura realmente esistita del pugile, macellaio e leader politico-criminale William Poole. Tuttavia, a differenza della sua controparte cinematografica, Poole non proveniva dai Five Points, con ogni probabilità non uccise mai nessuno e morì tempo prima dei disordini di New York. Anche il personaggio di Maggie l'Arpia, interpretata da Cara Seymour, è ispirato a una figura realmente esistita, in questo caso Hell-Cat Maggie, una criminale affiliata ai Conigli Morti. L'abitudine della Maggie cinematografica di affilarsi denti e unghie per usarli come armi è ispirata tuttavia alle gesta di altre due criminali dell'epoca, Sadie the Goat e Gallus Mag.
Sono realmente esistite anche le gang dei Bowery Boys, di ispirazione per i Nativi e con a capo William Poole, e dei Conigli Morti. La battaglia iniziale tra Conigli Morti e Nativi è finzione, nonostante rimanga storicamente plausibile, mentre uno scontro simile avvenne veramente nei Five Points tra Bowery Boys e Conigli Morti il 4 luglio 1857.

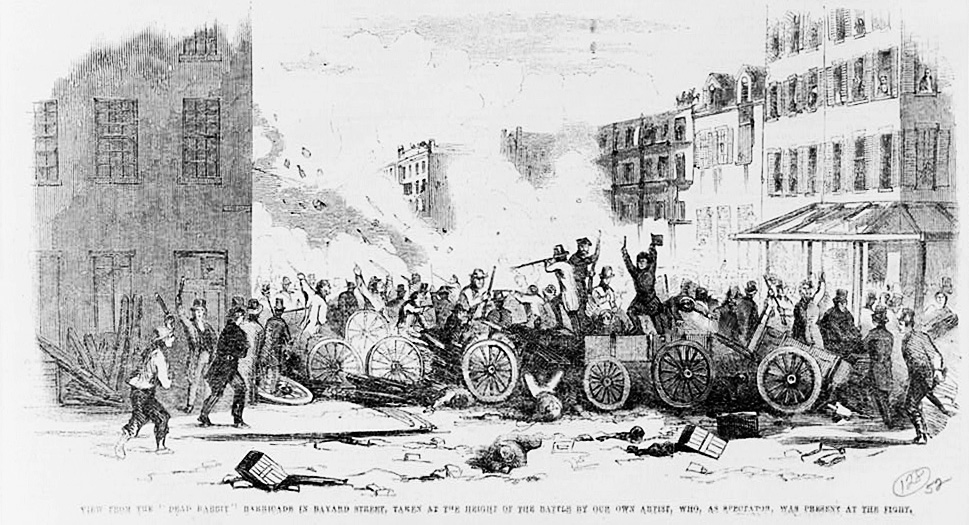
Uno scontro fra gang in una stampa dell'epoca

Risulta accurato anche l'elevato numero di scontri tra le gang, con alcune fonti che riportano oltre 200 guerre tra bande nel decennio 1834-1844, mentre l'estrema violenza mostrata nei combattimenti tra bande e nelle rivolte cittadine viene considerata dagli storici come un'esagerazione, così come gli elevatissimi numeri di morti negli scontri. Ciononostante, i Five Points erano effettivamente una zona malfamata, tanto che nel 1839 l'allora sindaco Philip Hone scrisse: "questa città è infestata da gang di criminali recidivi" che "pattugliano le strade, rendendo pericoloso girare di notte per chiunque non sia in grado di difendersi da solo."
I disordini di New York sono ben rappresentati nelle loro conseguenze, nonostante in realtà, i linciaggi ed i vandalismi furono compiuti prevalentemente dalle gang irlandesi, le quali temevano che gli schiavi affrancati li avrebbero sostituiti come manodopera a basso costo. L'esercito non bombardò mai la città come invece accade nella scena finale del film, ma ciononostante la rivolta poté essere sedata solo grazie alla violenta repressione delle truppe unioniste. L'antropologo Keith Hart ha notato come la scena finale del film, in cui la tomba di Bill scompare con il passare del tempo, fino ad essere sostituita dall'attuale skyline, suggerisce come "il capitalismo di oggi sia stato reso possibile dalla violenza statale di allora".

### Anacronismi
Prima della battaglia iniziale, padre Vallon recita la preghiera a San Michele: il film è ambientato nel 1846 e nel 1862-1863, mentre la preghiera fu scritta da Papa Leone XIII nel 1888. Inoltre, in alcune scene del film, nel mercato appaiono delle banane, frutto che però arrivò negli Stati Uniti solo dopo che la guerra civile era terminata. Nel film, il museo P. T. Barnum viene bruciato durante i disordini cittadini. In realtà, il Barnum's American Museum verrà distrutto dal fuoco due anni più tardi, il 13 luglio 1865. Il complesso The Old Brewery, comparso nel film sia nel 1846 che nel 1862–1863, è stato demolito nel 1852.
Nel film, i cinesi americani sono una forte presenza nella città, tanto da avere una loro comunità e luoghi di ritrovo. Tuttavia, una vera e propria immigrazione cinese a New York non ebbe inizio fino al 1869, anno in cui fu costruita negli Stati Uniti la prima ferrovia transcontinentale. Lo stesso teatro cinese che compare nel film non verrà completato prima del 1890.
Infine, da notare come nel film New York nel 1862 - quando Amsterdam finisce di scontare la sua pena - sia dotata di due forze di polizia, la polizia municipale e la polizia metropolitana, in competizione tra loro. Nella realtà storica, la polizia municipale era stata sciolta per decisioni politiche nel 1857, rimpiazzata appunto da quella metropolitana.